# Tirreno-Adriatico 2001
Tirreno-Adriatico 2001 est la 36e édition de la course cycliste par étapes italienne Tirreno-Adriatico. L'épreuve se déroule entre le 14 et le 21 mars 2001, sur un parcours de 1 155,2 km.
Le vainqueur de la course est l'Italien Davide Rebellin (Liquigas-Pata).

## Classements des étapes
| Étape | Date    | Villes étapes                              | km    | Vainqueur d’étape | Leader du classement général |
| ----- | ------- | ------------------------------------------ | ----- | ----------------- | ---------------------------- |
| 1     | 14 mars | Sorrente - Sorrente                        | 132,0 | Biagio Conte      | Biagio Conte                 |
| 2     | 15 mars | Sorrente - Benevento                       | 163,0 | Endrio Leoni      | Biagio Conte                 |
| 3     | 16 mars | Benevento - Santuario di Castelpetroso     | 156,0 | Markus Zberg      | Dimitri Konyshev             |
| 4     | 17 mars | Isernia - Celano                           | 170,0 | Davide Rebellin   | Davide Rebellin              |
| 5     | 18 mars | Campli - Torricella Sicura (clm)           | 14,2  | Roberto Petito    | Sergueï Ivanov               |
| 6     | 19 mars | Torre San Patrizio - Monte San Pietrangeli | 136,0 | Romāns Vainšteins | Sergueï Ivanov               |
| 7     | 20 mars | Fermo - Ortezzano                          | 223,0 | Michael Boogerd   | Davide Rebellin              |
| 8     | 21 mars | S.B del Tronto - S.B del Tronto            | 161,0 | Endrio Leoni      | Davide Rebellin              |

## Classement général
|    | Cycliste         | Pays     | Équipe        | Temps            |
| -- | ---------------- | -------- | ------------- | ---------------- |
| 1  | Davide Rebellin  | Italie   | Liquigas-Pata | 29 h 41 min 09 s |
| 2  | Gabriele Colombo | Italie   | Cantina Tollo | m.t.             |
| 3  | Michael Boogerd  | Pays-Bas | Rabobank      | + 3 s            |
| 4  | Paolo Savoldelli | Italie   | Saeco         | + 6 s            |
| 5  | David Plaza      | Espagne  | Festina       | + 8 s            |
| 6  | Roberto Petito   | Italie   | Fassa Bortolo | + 13 s           |
| 7  | Oscar Camenzind  | Suisse   | Lampre-Daikin | + 27 s           |
| 8  | Beat Zberg       | Suisse   | Rabobank      | + 28 s           |
| 9  | Carlos Sastre    | Espagne  | ONCE          | + 34 s           |
| 10 | Ruslan Ivanov    | Moldavie | Alessio       | + 35 s           |